# يوهان فولفغانغ جاغر
يوهان فولفغانغ جاغر (بالألمانية: Johann Wolfgang Jäger)‏ هو عالم عقيدة ألماني، ولد في 17 مارس 1647 في شتوتغارت في ألمانيا، وتوفي في 20 أبريل 1720 في توبينغن في ألمانيا.